# Power (filme)
Power (br: Jogos de Poder) é um filme americano de drama lançado em 1986, dirigido por Sidney Lumet e estrelado por Denzel Washington, Richard Gere, Gene Hackman e Julie Christie.

## Elenco
- Richard Gere ..... Pete St. John
- Julie Christie ..... Ellen Freeman
- Gene Hackman ..... Wilfred Buckley
- Kate Capshaw ..... Sydney Betterman
- Denzel Washington ..... Arnold Billing
- E. G. Marshall ..... Sam Hastings
- Beatrice Straight ..... Claire Hastings
- Fritz Weaver ..... Wallace Furman
- Michael Learned ..... Andrea Stannard
- J. T. Walsh ..... Jerome Cade
- Matt Salinger ..... Phillip Aarons